# Stone Sour
Stone Sour er et rock-band dannet af Corey Taylor (forsanger for det amerikanske nu-metalband Slipknot) og Joel Ekman (trommeslager) 

## Bandets historie
Stone Sour er opkaldt efter en drink med whiskey og appelsinjuice. Bandet blev dannet af Corey Taylor og trommeslager Joel Ekman. Taylors ven Shawn Economaki kom med i bandet kort efter som bas-spiller. Bandet spillede på barer og klubber i starten. I den tid indspillede Stone Sour to demoer: en i 1992 og en i 1994. Lidt efter kom James Root med i bandet. Bandet var nu fuldendt og indspillede en tredje demo og sange, der blev brugt i i 2002 på deres debutalbum, Stone Sour.
I 1997 gik bandet næsten i opløsning, da Corey sluttede sig til nu-metalbandet Slipknot. Root sluttede sig også til Slipknot og sammen med Economaki, som blev deres stage manager. Ekman blev i Des Moines og stiftede familie.
I 2000 henvendte Josh Rand sig til Corey Taylor med nogen sange han havde arbejdet på. Mens Slipknot var på turné arbejde de to sammen i et år og skrev en del. De opdagede at de sange de skrev var gode til indspilning. I 2000 lavede Stone Sour endnu en demo og senere samme år indspillede de et album, Click Here to Exit. Albummet blev aldrig udgivet men sikrede dem en pladekontrakt med Roadrunner Records. I den tid havde bandet taget mange forskellige navne der i blandt ProjectX og Closure, før de valgte navnet Stone Sour.
Bandet indspillede deres debutalbum i byen Cedar Falls i Iowa, som blev udgivet 31. juli 2002 i Storbritannien og 1. august i USA. Singlen "Bother" blev brugt som soundtrack til Spidermanfilmen og selve albummet blev tildelt guld af RIAA. Bandet turnerede i et halvt år og holdt derefter pause, da Taylor og Root skulle tilbage til Slipknot for at indspille et nyt album og turnere med dem. 
Gennem Slipknots "Subliminal Verses" tour arbejdede Stone Sour med flere sange og i januar 2006 begyndte de indspilningerne til deres andet album. To uger inde i trommeindspilningen forlod trommeslageren Ekman bandet, da hans søn havde fået en sygdom i hjernen, som han senere døde af i maj 2006. Det blev derfor besluttet, at Roy Mayorga fra bandet Soulfly skulle genindspille trommerne til albummet. Den 25. marts blev det annonceret, at Ekman ikke længere var trommeslager i bandet, og den 10. maj blev det annonceret, at Mayorga kom til at erstatte ham.
Deres andet album Come What(ever) May blev udgivet 1. august 2006 dog var nogle numre ikke udgivet, hvilke var: "Suffer", "The Frozen", "Fruitcake", "Day I Let Go", "Drama", og "Freeze Dry Seal". "Suffer" og "The Frozen" kan formentlig købes online på iTunes mens "Fruitcake" var inkluderet på deres "Through Glass" single, som udkom 6. november 2006.
Bandet turnerede derefter med KoRn, Deftones, Flyleaf, Dir en grey, Deadsy, 10 Years, Bury Your Dead, Bullets And Octaneand og Walls of Jericho på Family Values Tour 2006. På touren kom Corey til at synge "Freak On A Leash" for KoRn flere gange, hvilket kan høres på deres soundtrack til touren. 
Den 14. september tog Stone Sour med på Music as a Weapon Tour sammen med Disturbed, Flyleaf and Nonpoint. De støttede Evanescence på deres canadiske tour i januar 2007 som startede 5. januar 2007 i Montreal.
Den 17. maj 2014 meddelte bandet, at Jim Root ikke længere var en del af bandet.

## Medlemmer
Nuværende medlemmer
- Corey Taylor – Vokal
- Josh Rand – Guitar
- Roy Mayorga – Trommer
- Johny Chow – Bas
- Christian Martucci – Guitar

Tidligere medlemmer
- Joel Ekman – Trommer
- Bruce Swink – Guitar
- B J – Guitar
- Josh Rilying – Guitar
- Denny Harvey – Guitar
- Danny Spain – Trommer
- Weeter Kane – Guitar
- Marty Smith – Guitar
- Shawn Economaki – Bas
- James Root – Guitar

## Albums
Studiealbum
- Stone Sour (2002)
- Come What(ever) May (2006)
- Audio Secrecy (2010)
- House of Gold & Bones – Part 1 (2012)
- House of Gold & Bones – Part 2 (2013)
- Hydrograd (2017)

Andet
- 1992 Demo
- 1994 Demo
- 1996 Demo
- 2000 Demo
- Click Here to Exit (som SuperEgo) (aldrig udgivet)

## Singler
| År   | Titel         | Placering på hitliste | Placering på hitliste | Placering på hitliste | Placering på hitliste | Album               |
| År   | Titel         | US Hot 100            | US Modern Rock        | US Mainstream Rock    | UK Singles Chart      | Album               |
| ---- | ------------- | --------------------- | --------------------- | --------------------- | --------------------- | ------------------- |
| 2002 | Get Inside    | -                     | -                     | -                     | -                     | Stone Sour          |
| 2002 | Bother        | #56                   | #4                    | #2                    | #28                   | Stone Sour          |
| 2003 | Inhale        | -                     | #17                   | #18                   | #63                   | Stone Sour          |
| 2006 | Through Glass | #39                   | #2                    | #1 (7 uger)           | #98                   | Come What(ever) May |
| 2006 | 30/30-150     | -                     | -                     | -                     | -                     | Come What(ever) May |
| 2007 | Sillyworld    | -                     | #23                   | #4                    | -                     | Come What(ever) May |